# Diocese do Oriente
A Diocese do Oriente ou Diocese do Leste foi uma diocese do Império Romano Tardio que incorporava as províncias do Oriente Médio Ocidental, entre o mar Mediterrâneo e a Mesopotâmia. Durante a Antiguidade Tardia, foi uma das principais áreas comerciais, agrícolas, religiosas e intelectuais do império, e sua localização estratégica frente o Império Sassânida e as indisciplinadas tribos do deserto deu importância militar excepcional. Sua capital foi Antioquia, e seu governador tinha o título especial de conde do Oriente (em latim: comes Orientis , da classe homem espectável (vir spectabilis) e mais tarde homem glorioso (vir gloriosus)) ao invés do ordinário vigário. A diocese foi criada após as reformas de Diocleciano (r. 284–305) e foi subordinada à Prefeitura pretoriana do Oriente.
A diocese incluía originalmente todas as províncias do Médio Oriente do império: Isáuria, Cilícia, Chipre, Eufratense, Mesopotâmia, Osroena, Síria, Celessíria, Fenícia, Palestina Prima, Palestina Secunda, Arábia e as províncias egípcias de Egito, Augustâmica, Tebaida, Líbia Superior e Líbia Inferior, que foram posteriormente destacadas e agrupadas na nova Diocese do Egito no reinado de Valente (r. 364–378). Durante o curso do século IV, várias províncias foram divididas, resultando nas novas províncias de Cilícia I e Cilícia II, Síria Prima e Síria Salutar, Fenícia Prima e Fenícia Libanense (leste do Monte Líbano), Palestina I, Palestina II e Palestina Salutar (ou Palestina III). A última criação da nova província data do reinado do imperador Justiniano (r. 527–565), quando Teodória, a região em torno de Laodiceia, foi separada da Síria I (538). Por volta do mesmo período, Chipre foi separado e tornou-se parte de uma nova super província, o Questorado do exército.
Em 535, como parte de suas reformas administrativas, Justiniano aboliu a diocese, e o conde do Oriente tornou-se o governador provincial da Síria I, enquanto manteve seu antigo título de homem espectável e seu salário. A área inteira da antiga diocese ficou sob ocupação sassânida nos anos 610 e 620, durante a guerra bizantino-sassânida de 602-628. Logo após a vitória bizantino na guerra e a recuperação da região, foi novamente perdida, desta vez permanentemente, para os conquistadores muçulmanos: pelos anos 640, Cilícia formou a fronteira entre o Império Bizantino e o novo Califado Ortodoxo, enquanto o Chipre tornou-se um território disputado. Das antigas províncias da Diocese do Oriente, apenas Isáuria e partes das duas Cilícias permaneceram sob controle bizantino, agrupadas sob o novo Tema Anatólico.

## Lista de condes do Oriente
- Feliciano (335)[4]
- Loliano Mavórcio (336)[5]
- Marco Mécio Mêmio Fúrio Babúrio Ceciliano Plácido (ca. 340/341)[6]
- Nebrídio (354-358)
- Domício Modesto (358-362)
- Juliano (362-363)
- Arádio Rufino (363-364)[7]
- Domício (após 364)[8]
- Eutôlmio Taciano (370-374)[9]
- Tusciano (381)[10]
- Epárquio Filágrio (c. 382)
- Próculo (383-384)[11]
- Icário (c. 384)[12]
- Irineu (431-435)
- Efraim de Antioquia (c. 522- c. 525)
- Astério (587-588)
- Baco (588-589)
- Bonoso (c. 609-610)